# Miss Universo 2004

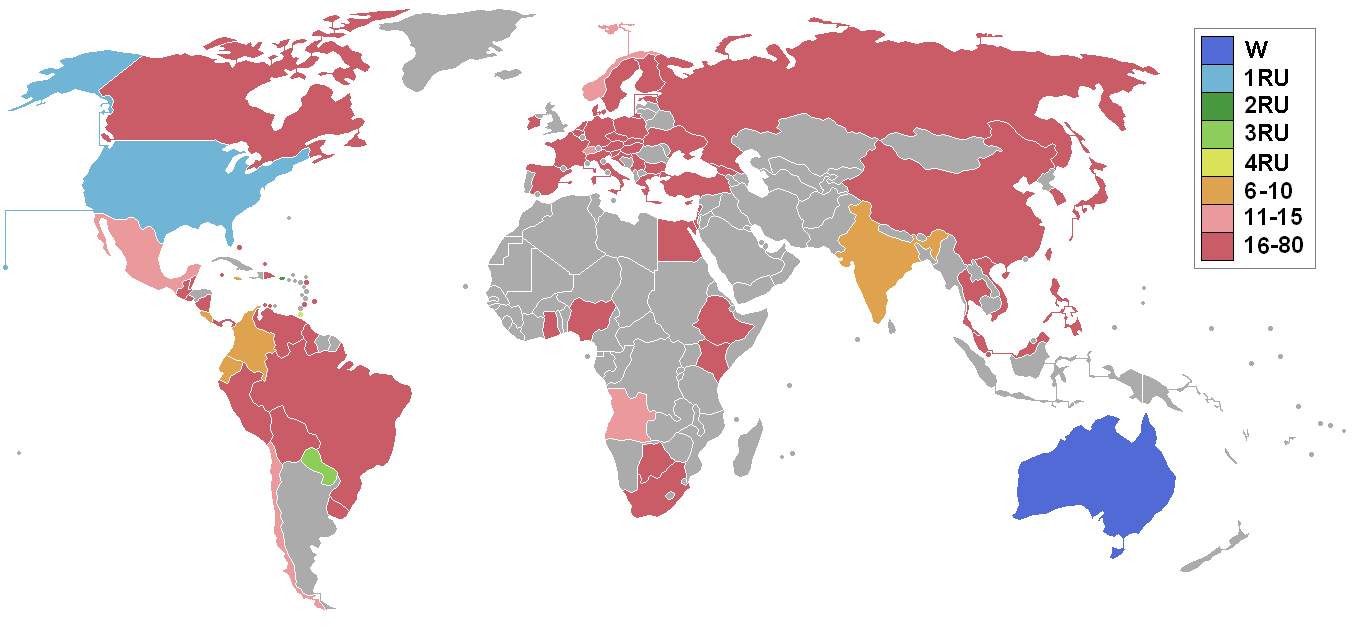
Miss Universo 2004. Le nazioni partecipanti ed i risultati.

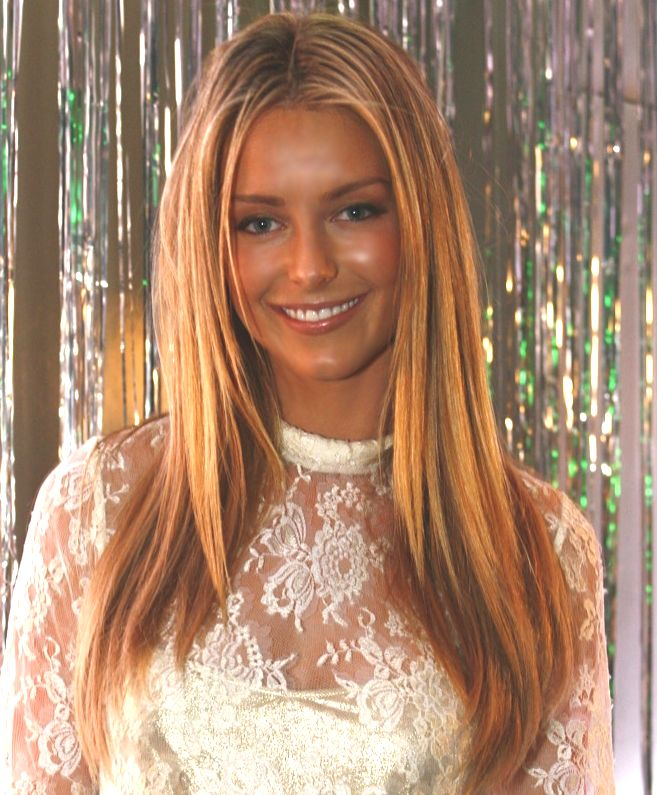
La vincitrice Jennifer Hawkins.

Miss Universo 2004, cinquantatreesima edizione di Miss Universo, si è tenuta presso il Centro de Convenciones CEMEXPO di Quito in Ecuador il 1º giugno 2004. L'evento è stato presentato da Billy Bush e Daisy Fuentes, mentre l'ospite della serata è stata Gloria Estefan. Jennifer Hawkins, Miss Australia, è stata incoronata Miss Universo 2004 dalla detentrice del titolo uscente, Amelia Vega della Repubblica Dominicana.

## Risultati

### Piazzamenti
| Risultato finale   | Concorrente |
| ------------------ | --- |
| Miss Universo 2004 | - Australia - Jennifer Hawkins |
| 2ª classificata    | - Stati Uniti - Shandi Finnessey |
| 3ª classificata    | - Porto Rico - Alba Reyes |
| 4ª classificata    | - Paraguay - Yanina González |
| 5ª classificata    | - Trinidad e Tobago - Danielle Jones |
| Top 10             | - Colombia - Catherine Daza - Costa Rica - Nancy Soto - Ecuador - Susana Rivadeneira - Giamaica - Christine Straw - India - Tanushree Dutta |
| Top 15             | - Angola - Telma Sonhi - Cile - Gabriela Barros - Messico - Rosalva Luna - Norvegia - Kathrine Sørland - Svizzera - Bianca Sissing          |

### Riconoscimenti speciali
| Riconoscimento        | Concorrente                                                                                |
| --------------------- | ------------------------------------------------------------------------------------------ |
| Best National Costume | - Messico - Rosalva Luna - Panama - Jessica Rodríguez - Trinidad e Tobago - Danielle Jones |
| Miss Congeniality     | - Italia - Laia Manetti                                                                    |
| Miss Photogenic       | - Porto Rico - Alba Reyes                                                                  |

## Giudici della trasmissione televisiva
Le seguenti celebrità hanno fatto da giudici durante la serata finale:
- Bo Derek - Attrice
- Bill Rancic - Vincitore del reality show The Apprentice.
- Katie Pritz - Vincitrice del concorso "You Be The Judge" indetto da Today Show.
- Wendy Fitzwilliam - Miss Universo 1998.
- Elsa Benítez - Modella.
- Jon Tutolo - Presidente della Trump Model Management.
- Anne Martin - Vicepresidente della Global Cosmetics e direttore marketing della Procter & Gamble.
- Monique Menniken - Modella.
- Petra Němcová - Modella.
- Jefferson Pérez - Medaglia d'oro alle Olimpiadi 1996.
- Emilio Estefan - Produttore musicale.

## Concorrenti
- Angola - Telma Sonhi
- Antigua e Barbuda - Ann-Marie Brown
- Aruba - Zizi Lee
- Australia - Jennifer Hawkins
- Austria - Daniela Strigl
- Bahamas - Raquel Horton
- Barbados - Cindy Baston
- Belgio - Lindsy Dehollander
- Belize - Leilah Pandy
- Bolivia - Gabriela Oviedo
- Botswana - Icho Keolotswe
- Brasile - Fabiane Niclotti
- Bulgaria - Ivelina Petrova
- Canada - Venessa Fisher
- Cile - Gabriela Barros
- Cina - Zhang Meng
- Cina Taipei - Janie Yu-Chen Hsieh
- Cipro - Nayia Iacovidou
- Colombia - Catherine Daza
- Corea del Sud - Choi Yun-yong
- Costa Rica - Nancy Soto
- Croazia - Marijana Rupčić
- Curaçao - Angeline da Silva
- Danimarca - Tina Christensen
- Ecuador - Susana Rivadeneira
- Egitto - Heba El-Sisy
- El Salvador - Gabriela Mejía
- Estonia - Sirle Kalma
- Etiopia - Ferehyiwot Abebe
- Filippine - Maricar Balagtas
- Finlandia - Mira Salo
- Francia - Lætitia Bléger
- Georgia - Nino Murtazashvilli
- Germania - Shermine Shahrivar
- Ghana - Minaye Donkor
- Giamaica - Christine Straw
- Giappone - Eri Machimoto
- Grecia - Valia Kakouti
- Guatemala - Marva Weatherborn
- Guyana - Odessa Phillips
- India - Tanushree Dutta
- Irlanda - Cathriona Duignam
- Isole Cayman - Stacey-Ann Kelly
- Israele - Gal Gadot
- Italia - Laia Manetti
- Kenya - Anita Maina
- Libano - Marie-José Hnein
- Malaysia - Andrea Fonseka
- Messico - Rosalva Luna
- Nicaragua - Marifely Argüello
- Nigeria - Anita Uwagbale
- Norvegia - Kathrine Sørland
- Paesi Bassi - Lindsay Grace Pronk
- Panama - Jessica Rodríguez
- Paraguay - Yanina González
- Perù - Liesel Holler
- Polonia - Paulina Panek
- Porto Rico - Alba Reyes
- Rep. Ceca - Lucie Váchová
- Rep. Dominicana - Larissa Fiallo
- Russia - Ksenia Kustova
- Saint Vincent e Grenadine - Laferne Fraser
- Serbia e Montenegro - Dragana Dujović
- Singapore - Sandy Chua
- Slovacchia - Zuzana Dvorska
- Slovenia - Sabina Remar
- Spagna - María Jesús Ruiz
- Stati Uniti - Shandi Finnessey
- Sudafrica - Joan Ramagoshi
- Svezia - Katarina Wigander
- Svizzera - Bianca Sissing
- Thailandia - Morakot Aimee Kittisara
- Trinidad e Tobago - Danielle Jones
- Turchia - Fatos Segmen
- Turks e Caicos - Shamara Ariza
- Ucraina - Oleksandra Nikolayenko
- Ungheria - Blanka Bakos
- Uruguay - Nicole Dupont
- Venezuela - Ana Karina Áñez
- Vietnam - Hoàng Khánh Ngọc

## Trasmissioni internazionali
Alcuni canali televisivi al di fuori degli Stati Uniti d'America, come la NBC o Telemundo hanno trasmesso l'evento dal vivo nei rispettivi territori.
- Albania: RTV21
- Argentina: América 2
- Australia: Seven Network
- Austria: TW1
- Bahamas: ZNS-TV
- Belgio: Star!
- Bermuda: VSB-TV
- Birmania: TV Myanmar
- Bolivia: Unitel
- Brasile: Rede Bandeirantes
- Bulgaria: BNT 1
- Canada: CBC Television
- Cile: TNT Latin America
- Cina: CCTV-1
- Cipro: Cyprus Broadcasting Corporation
- Colombia: Caracol TV e TNT
- Corea del Sud: KBS1
- Costa Rica: Teletica
- Danimarca: Star! Scandinavia e Showtime Scandinavia
- Ecuador (paese ospitante): Ecuavisa, RTS, Canal Uno, TC Televisión, Gama TV e Telerama e TNT
- Egitto: MBC4
- El Salvador: TCS
- Emirati Arabi Uniti: MBC4
- Estonia: Star! e Viasat Baltics
- Filippine: RPN 9
- Finlandia: MTV3, Star! Scandinavia e Showtime Scandinavia
- Francia: Paris Première
- Germania: Das Vierte
- Giamaica: Ination TV
- Giappone: NHK
- Grecia: ANT1
- Honduras: Canal 11
- Hong Kong: TVB Pearl
- India: DD National
- Indonesia: Indosiar
- Irlanda: RTÉ One
- Islanda: Star! Scandinavia e Showtime Scandinavia
- Israele: Arutz 2
- Italia: Stream
- Lettonia: Star! e Viasat Baltics
- Libano: LBC e MBC4
- Malaysia: TV1
- Malta: TVM
- Messico: Televisa
- Namibia: NBC
- Nicaragua: Televicentro
- Norvegia: TV2
- Paesi Bassi: Star!
- Panama: Telemetro e TNT
- Perù: ATV e TNT
- Polonia: TVP2
- Porto Rico : Telemundo
- Portogallo: RTP1
- Regno Unito: BBC One
- Rep. Dominicana: Telemundo, Color Vision e TNT
- Romania: TVR1
- Russia: C1R
- Serbia: RTS
- Singapore: MediaCorp TV Channel 5
- Spagna: TVE1
- Stati Uniti: NBC e Telemundo
- Svezia: Star! Scandinavia e Showtime Scandinavia
- Svizzera: SF 1
- Taiwan: CTS
- Thailandia: Channel 7
- Trinidad e Tobago: CCN TV6
- Turchia: NTV
- Ucraina: UT1
- Ungheria: m1
- Venezuela: Venevisión e TNT
- Vietnam: VTV1